# عبد الجبار عدوان
عبد الجبار عدوان هو كاتب وروائي فلسطيني الأصل بريطاني الجنسية،  عمل في مجال الإعلام، وكتب مقالة اسبوعية في صحيفة الشرق الأوسط، ومقالًا أسبوعيًا بالإنجليزية في الديلي ستار اللبنانية،  كما عمل مستشارًا لعدة محطات تلفزيونية أوروبية في شؤون الشرق الأوسط أثناء الانتفاضة الفلسطينية الأولى، وكان من مؤسسي «المنظمة العربية لحقوق الإنسان» وانتخب مرتين لرئاسة فرع المنظمة في بريطانيا.

## مؤلفاته
أصدر ثلاثة كتب هي «أنياب الخروف»، و«الشهداء»، و«ثمن الاستقلال»، وله عدة روايات منها رواية «سياسة في الجنة» والتي منعت في بعض الدول العربية،  ورشحتها «دار الفارابي» لجائزة بوكر، وكانت رواية «راوي قرطبة» حصلت على الدور العاشر من ترشيحات بوكر للعام السابق، وله رواية «بومة بربرة» الصادرة عن دار الفارابي وهي رواية حقيقية عن الحياة في مسقط رأس المؤلف قرية بربرة الفلسطينية التي دُمرت إثر النكبة، أما الرواية الرابعة والتي صدرت في 2013 فهي «فتنة الكرسي» ويقول المؤلف عنها «هذه الرواية تدور أحداثها قبل الإسلام وبعده، وتمتد جغرافيتها عبر ما كان معروفاً بأنه العالم كله»، وكانت روايته الخامسة بعنوان «حافة النور» وهي رواية ثلاثية تدور أحداث الجزء الأول منها في فترة 5000 ق م، وله كتاب عنوان «شعب الجبارين» يناول فيه قضايا عربية وفلسطينية منذ ما قبل حرب الخليج الأولى واحتلال العراق في الحرب الثانية، وعلاقة ذلك بالحل السلمي للقضية الفلسطينية الذي تمخض عن اتفاقيات أوسلو، ومن ثم الاحداث التي تلت وخصوصاً الهجوم على البرجين في نيويورك.

### قائمة المؤلفات
- «أحفاد وأجداد: العرق دساس: رواية»، دار الفارابي للنشر والتوزيع، 2019، عدد الصفحات:264 صفحة.[4]
- «أسرى الزمان 2017»، دار الفارابي للنشر والتوزيع، 2018، عدد الصفحات:260 صفحة.[5]
- «بومة بربرة: رواية»، دار الفارابي للنشر والتوزيع، 2010، عدد الصفحات:296 صفحة.[6]
- «ثورة النساء - سياسة في الجنة»، 2020، عدد الصفحات:263 صفحة.
- «سياسة في الجنة: رواية»، دار الفارابي للنشر والتوزيع، 2008، عدد الصفحات:232 صفحة.[7]
- «الشهداء»، دار الشرق الأوسط للنشر - مدينة نصر، القاهرة، بالتعاون مع دار الانتفاضة - لندن، 1989.[8]
- «ثمن الاستقلال»، دار الشرق الأوسط للنشر، القاهرة، 1989، عدد الصفحات:455 صفحة.[9]
- «الإنتفاضة على طريق الاستقلال الفلسطيني: الشهداء الكتاب 2»، دار الشرق الأوسط للنشر، 1989.[10]
- «حافة النور - رواية ثلاثية»، دار الفارابي للنشر والتوزيع، 2015، عدد الصفحات:350 صفحة.[11]
- «راوي قرطبة»، دار الفارابي للنشر والتوزيع، 2006، عدد الصفحات:595 صفحة.[12]
- «شعب الجبارين؛ مقالات في مسار العمل الفلسطيني»، دار الفارابي للنشر والتوزيع، 2017، عدد الصفحات:544 صفحة.[13]
- «فتنة الكرسي: رواية تاريخية»، دار الفارابي للنشر والتوزيع، 2013، عدد الصفحات:480 صفحة.[14]
- «قصص»، دار ابن رشد، 2017.[15]
- «أنياب الخروف: يتضمن ملحقا لبيانات القيادة الموحدة»، دار الشرق الأوسط للنشر - القاهرة، بالتعاون مع دار الانتفاضة، 1989.[16]
- «حكايات أندلسية معاصرة: تشريح تاريخي سياسي إجتماعي مقارن للصراع العربي الغربي المتواصل»، دار الجندي للنشر والتوزيع، القدس، 2021، عدد الصفحات:326 صفحة.[17]
- «ما بين التفكير والتكفير العلمانية تواجه الغيبانية»، مكتبة سمير منصور، غزة عام 2022[18]